# Scotodonta tenebrosella
Scotodonta tenebrosella är en fjärilsart som beskrevs av Embrik Strand 1915. Scotodonta tenebrosella ingår i släktet Scotodonta och familjen tandspinnare. Inga underarter finns listade.